# Hohenzollernstraße 156 (Mönchengladbach)

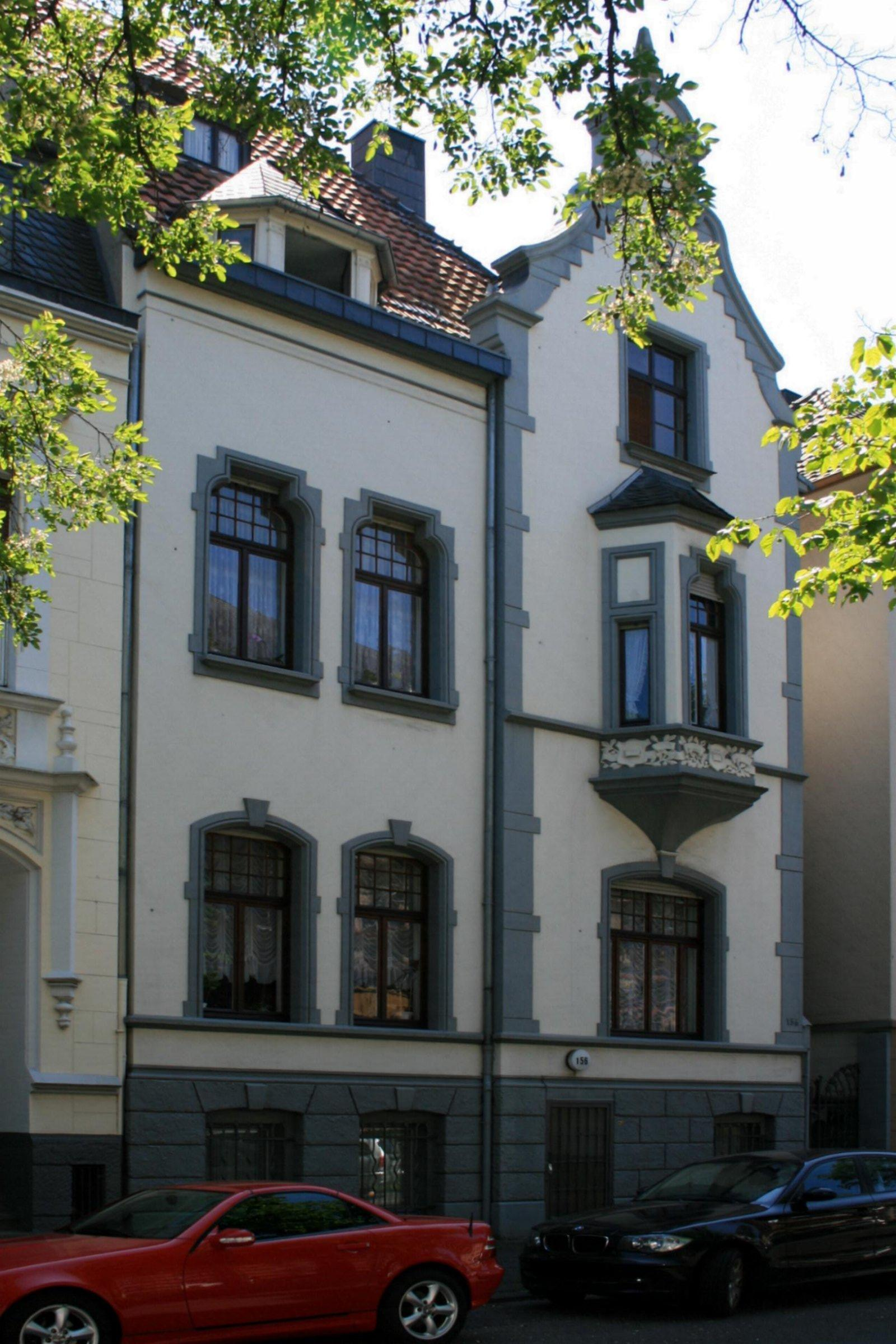
Wohnhaus (2010)

Das Wohnhaus Hohenzollernstraße 156 steht in Mönchengladbach (Nordrhein-Westfalen).
Das Gebäude wurde 1900 erbaut. Es wurde unter Nr. H 024  am 14. Mai  1985 in die Denkmalliste der Stadt Mönchengladbach eingetragen.

## Architektur
Bei dem Objekt handelt es sich um ein zweigeschossiges, über hohem Kellersockel errichtetes Wohnhaus von drei Fensterachsen, das rechtsseitig um ein weit aus der Bauflucht zurückgenommenes Zwischenjoch  mit dem Hauseingang erweitert ist. Das steile ausgebaute Satteldach über dem Hauptbaukörper wurde infolgedessen zur Seite abgewalmt, ein niedrigeres Satteldach mit seitlichem Treppengiebel deckt den Anbau.